# Remaneicoidea
Remaneicoidea, previamente denominada Remaneicacea, es una superfamilia de foraminíferos bentónicos aglutinados del suborden Trochamminina, y del orden Trochamminida. Su rango cronoestratigráfico abarca el Holoceno.

## Discusión
Clasificaciones previas incluían este grupo con la categoría de familia, es decir, familia Remaneicidae, dentro de la tradicional superfamilia Trochamminoidea, del Suborden Textulariina y del Orden Textulariida. Otras clasificaciones lo han incluido en el Orden Lituolida.

## Clasificación
Remaneicoidea incluye a las siguientes familia y subfamilias:
- Familia Remaneicidae
  - Subfamilia Asterotrochammininae
  - Subfamilia Remaneicinae